# Windows Live
Windows Live foi um conjunto de serviços e softwares gratuitos da Microsoft. A maioria desses serviços consistia em aplicações na web, acessadas a partir de um navegador, mas também serviços que dependiam de softwares que precisam ser instalados no computador. Existem dois grupos básicos destes serviços: informação e conexão.
No "Ad Planner Top 1000 Sites", que registra os sites mais acessados do mundo, através do mecanismo de busca do Google, divulgado em junho de 2010, o Live.com aparece como 3.º colocado, com 370 milhões de visitas e um alcance global de 24% registrados no mês de abril, atrás apenas do site de relacionamentos Facebook e do Yahoo!. Em 1 de maio de 2012, a Microsoft anunciou o fim da marca Windows Live e todos os serviços passaram a ser da marca Windows Communications. A partir do Windows 10 o serviço do Windows live como Writer, Movie Maker e Galeria de fotos foram descontinuados.

## Serviços

### Serviçosonline
| Serviço            | Descrição |
| ------------------ | --- |
| Admin Center       | Serviço de host de e-mails para donos de websites. |
| Calendário         | Serviço de Calendário que permite com que os usuários possam organizar agendas, programar encontros, definir lembretes e compartilhar os eventos do seu calendário. |
| Dispositivos       | Serviço online de dispositivos que mostra todos acessos e sincronização com todos os arquivos armazenados nos computadores e celulares conectados ao serviço. |
| Grupos             | Permite os usuários criarem seus grupos sociais para compartilhamentos e discussões. |
| Outlook.com        | Serviço de Webmail grátis, anteriormente chamado de Hotmail ou Windows Live Hotmail. |
| Conta da Microsoft | Serviço de Login nos mais variados produtos e serviços da Microsoft. Usuários podem controlar suas contas e conectar múltiplas contas usando este serviço. |
| Pessoas            | Um serviço de contatos, que permite contar e sincronizar as informações dos contatos. Também permite adicionar usuários de outras rede sociais incluindo Facebook, Twitter, LinkedIn, Google, Flickr, Skype e em breve Sina Weibo com a conta da Microsoft.                                                                              |
| Perfil             | Permite que os usuários controlem as informações de seu perfil e mostra informações de um usuário em particular, suas atividades recentes, e seus relacionamentos com outros usuários. |
| Status do Serviço  | Mostra informações sobre o atual performance dos serviços da Microsoft, como também checa o histórico do serviço para um máximo de 14 dias. |
| OneDrive           | Serviço de armazenamento e compartilhamento, inclui controle de fotos e documentos do Office. Também permite que usuários vejam e editem arquivos do Microsoft Office como Word, Excel, PowerPoint e OneNote diretamente no navegador usando o Office Web Apps, e permite compartilhar e co-escrever esses arquivos com outros usuários. |

### Aplicativos de Área de Trabalho
Windows Essentials (anteriormente Windows Live Essentials) é uma suíte de aplicativos que oferece aplicações integradas, como e-mail, mensageiro instantâneo, compartilhamento de fotos, publicação de blogue, e serviços de segurança. Programas Essenciais são designados para integrar um com o outro no Windows, e serviços web como OneDrive e Outlook.com em qualquer sistema operacional.
| Serviço             | Descrição | Status Atual  |
| ------------------- | --- | ------------- |
| Proteção da Família | Controle Parental similar ao recurso de Proteção de Família do Windows Vista. | Final         |
| Mail                | Serviço de email para área de trabalho com calendário, programado para suceder o Outlook Express no Windows XP e Windows Mail no Windows Vista, com suporte total ao formato RSS. | Descontinuado |
| Messenger           | Mensageiro Instantâneo, compartilhamento de arquivos pessoais e cliente de serviço VoIP.                                                                                          | Descontinuado |
| Movie Maker         | Software de edição similar ao Windows Movie Maker com funcionalidades adicionais que faz uma edição de vídeo casual ser fácil.                                                    | Descontinuado |
| Galeria de Fotos    | Similar ao Windows Live Galeria de Fotos com funcionalidades adicionais que fazem publicar fotos no OneDrive e Facebook.                                                          | Descontinuado |
| Writer              | Ferramenta de publicação de blog que faz uso do OneDrive para armazenamento de imagem.                                                                                            | Descontinuado |

## Disponibilidade
| Serviço             | Windows XP | Windows Vista | Windows 7 | Windows 8 |
| ------------------- | ---------- | ------------- | --------- | --------- |
| Calendário          |            |               |           |           |
| Outlook.com         |            |               |           |           |
| Conta da Microsoft  |            |               |           |           |
| Galeria de Fotos    |            |               |           |           |
| Aplicação OneDrive  |            |               |           |           |
| OneDrive Desktop    |            |               |           |           |
| Aplicação Pessoas   |            |               |           |           |
| Pessoas (Outlook)   |            |               |           |           |
| Aplicação Mensagens |            |               |           |           |
| Mensagens (Outlook) |            |               |           |           |
| Movie Maker         |            |               |           |           |
| Writer              |            |               |           |           |
| Proteção da Família |            |               |           |           |
| Aplicação Fotos     |            |               |           |           |
| Aplicação Vídeo     |            |               |           |           |

## Descontinuados
- Windows Live Messenger — programa de mensagens instantâneas mais conhecido no Brasil e em Portugal;
- Windows Live Mesh — Programa que permite sincronizar pastas em diversos dispositivos;
- Windows Live Translator — Tradutor de textos pela Internet, trocado pelo Bing Translator (ainda em fase beta);
- Live Search — Motor de pesquisa da Microsoft, que devido ao seu fracasso foi substituído pelo Bing;
- Windows Live Installer — era o instalador da marca Windows Live, que instalava todos os produtos da marca, inclusive o Windows Live Messenger, disponível como Windows Live Essentials.
- Windows Live OneCare — serviço de proteção com antivírus (descontinuado em favor do Microsoft Security Essentials;
- Windows Live Spaces — Serviço de blogue do Windows Live.
- Windows Live Favorites — permite a visualização dos seus sites favoritos onde quer que esteja;
- Windows Live Toolbar — barra de pesquisa que pode ser instalado no seu browser, foi substituída pela barra do Bing;